# Oryzopsis
Oryzopsis és un gènere de plantes de la família de les poàcies, ordre de les poals, subclasse de les commelínides, classe de les liliòpsides, divisió dels magnoliofitins.
Alguns autors no accepten aquest gènere, classificant-ne les espècies europees dins el gènere Piptatherum

## Taxonomia

### Espècies autòctones dels Països Catalans
Les tres espècies autòctones són hemicriptòfits.
- Oryzopsis coerulescens (Desf.) Richter - Panícula més petita que les altres espècies autòctones, de fins a 20 cm. Fulles convolutes (o sigui, enrotllades formant un tub) a l'extrem i més estretes (1 a 2,5 mm d'ample) que les altres dues espècies. Es fa en roques i relleixos calcaris, des del Pirineu i la Catalunya litoral fins al sud del País Valencià i les illes.[2]
- Oryzopsis miliacea (L.) Bentham et Hooker - Ripoll, fenàs de canonet. Té les tiges dretes i amb fulles de 3 a 8 mm d'amplada (de vegades més amples). Fa una panícula grossa, de fins a 40 cm, que sol tenir de 4 a 8 branques a cada verticil però que de vegades en té moltes més (sobretot la subespècie thomassi, força rara, que en sol tenir de 20 a 50, mentre que la subespècie habitual, miliacea, no en té tantes). És una herba molt comuna als marges dels camins i llocs ruderals (solars i camps abandonats), sobretot de terra baixa.[2]

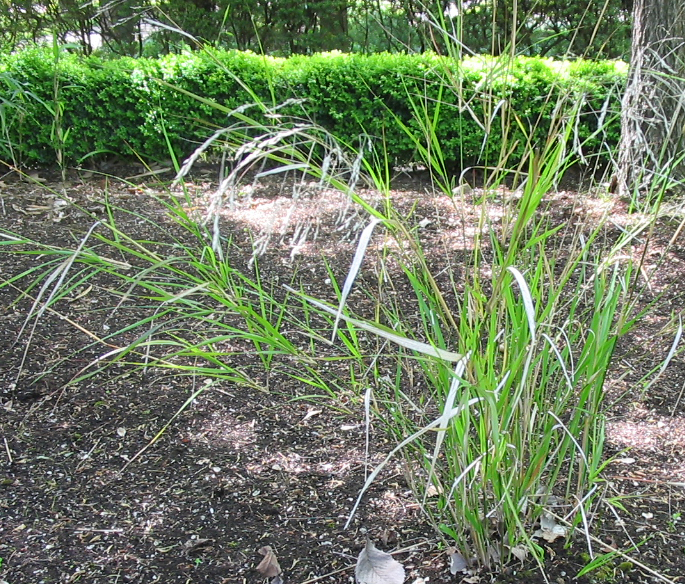
Ripoll al mes d'abril, al Jardí Botànic de Madrid
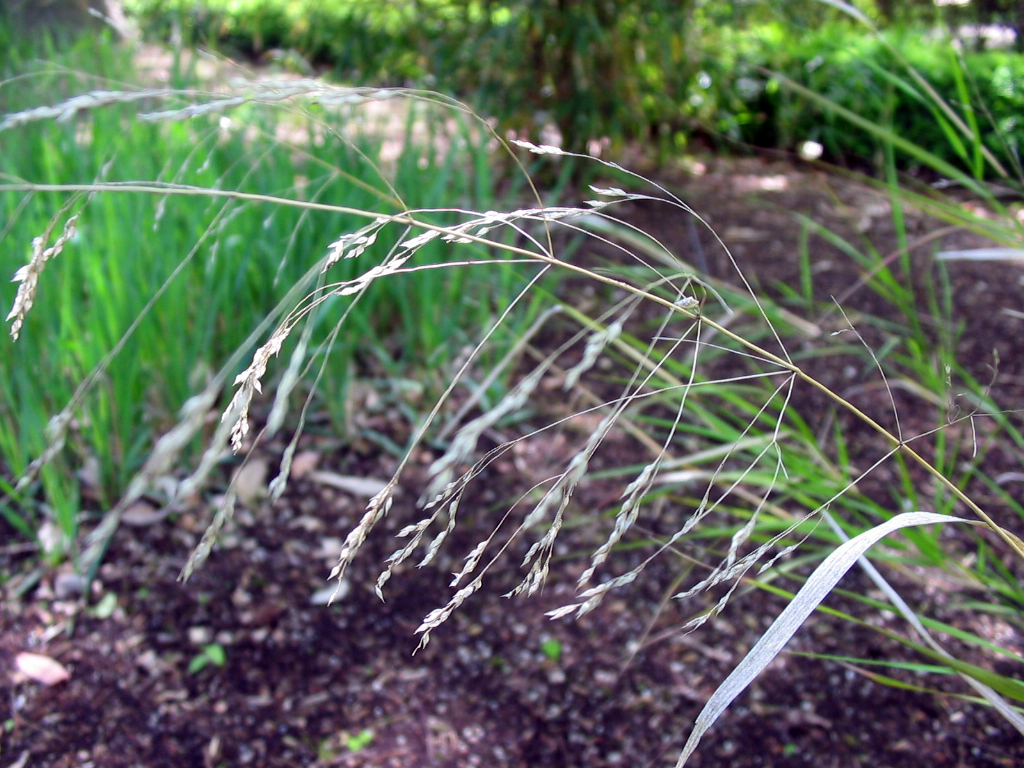
Panícula de ripoll
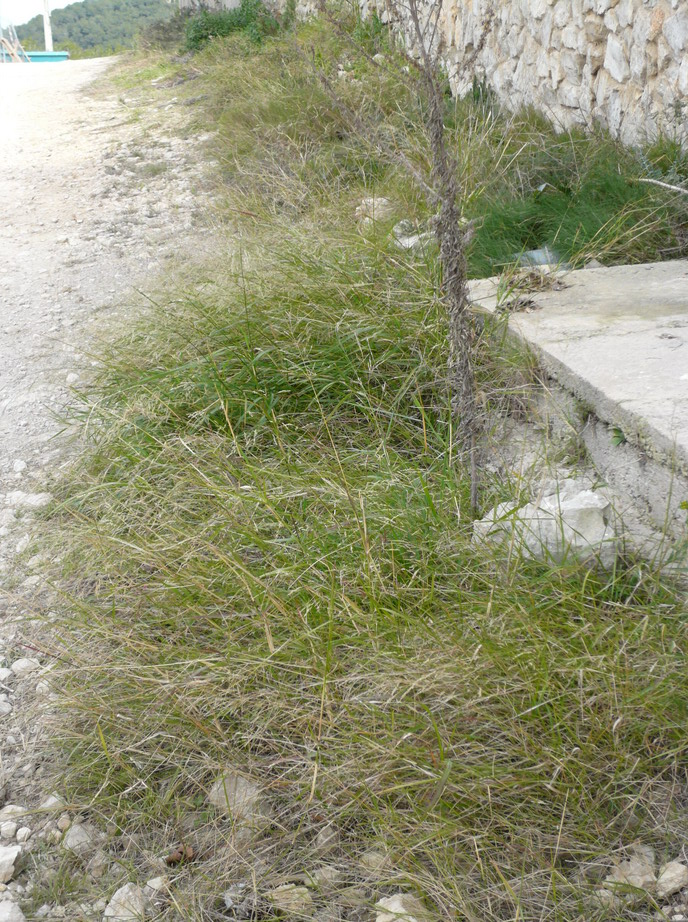
El ripoll es fa en indrets ruderalitzats i vores de camins transitats, com el d'aquesta urbanització de Canyelles (Garraf)

- Oryzopsis paradoxa (L.) Nutt. - Mill boscà. Té les tiges erectes i les fulles rígides, una mica més amples que les altres espècies autòctones (4 a 12 mm) i la panícula d'una mida intermèdia (fins a 35 cm). Es fa en boscos clars i vorades de bosc sobre substrat calcari. Pirineu, Catalunya central i oriental, i nord i interior del País Valencià. Manca a les Illes[2]

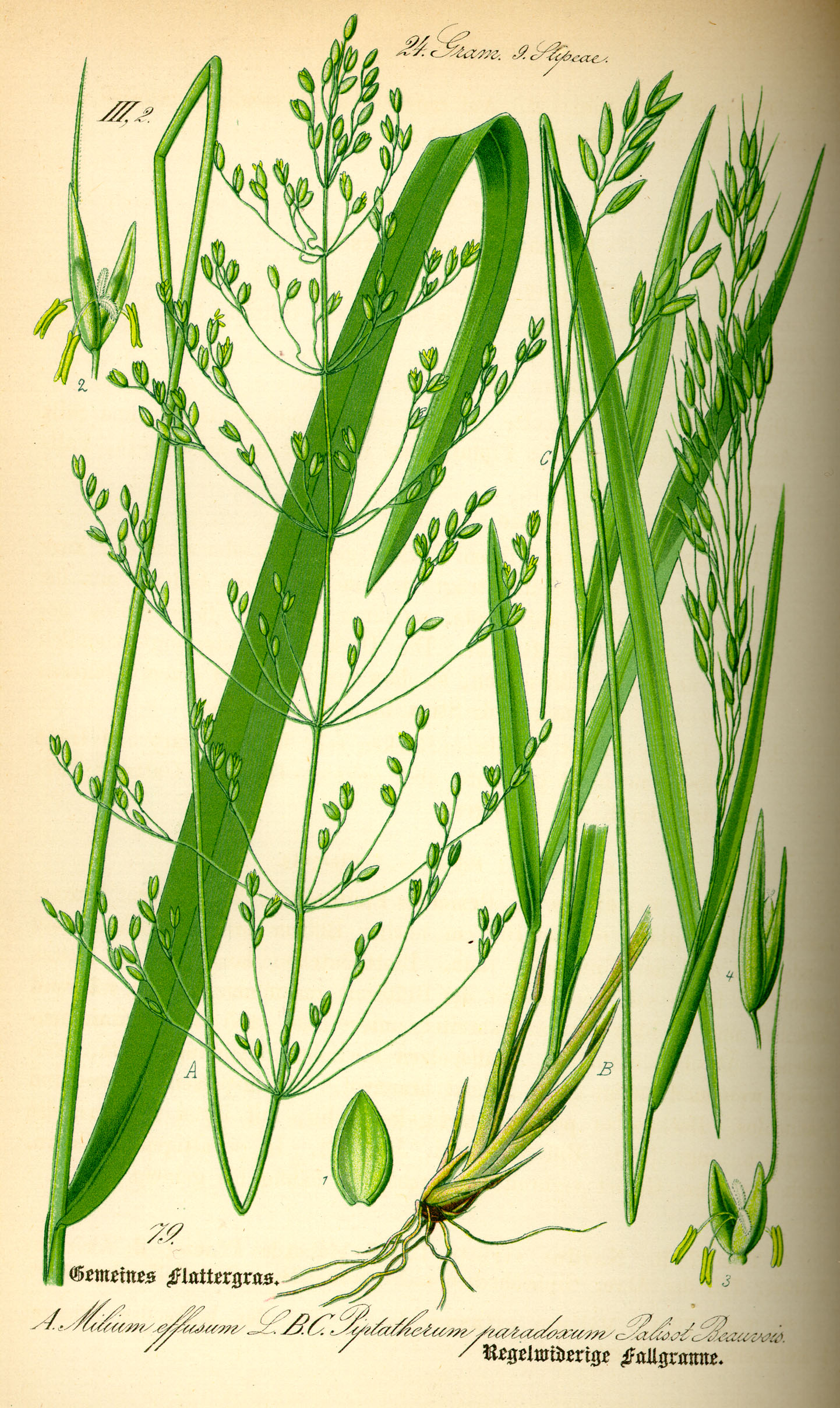
Mill boscà
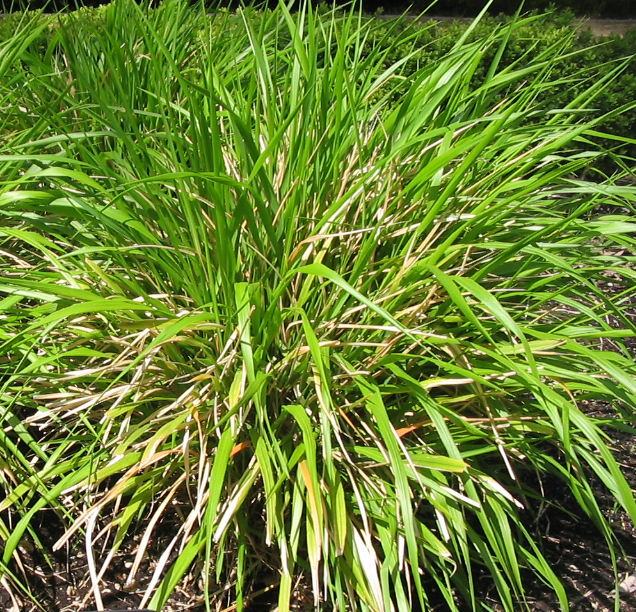
Mill boscà al mes d'abril, al Jardí Botànic de Madrid

### Llista completa
Llista completa d'espècies del gènere:
- Oryzidium barnardii
- Oryzopsis aequiglumis
- Oryzopsis alpestris
- Oryzopsis angustifolia
- Oryzopsis asperifolia
- Oryzopsis baluchistanica
- Oryzopsis barbellata
- Oryzopsis blancheana
- Oryzopsis canadensis
- Oryzopsis chinensis
- Oryzopsis coerulescens - Veure espècies autòctones
- Oryzopsis contracta
- Oryzopsis exigua Thurb. - Distribuida a l'oest del Canadà i dels Estats Units[4]
- Oryzopsis ferganensis
- Oryzopsis flaccida
- Oryzopsis gracilis
- Oryzopsis grandispicula
- Oryzopsis grigorjevii
- Oryzopsis hendersonii
- Oryzopsis henryi
- Oryzopsis hilariae
- Oryzopsis holciformis
- Oryzopsis hymenoides
- Oryzopsis lateralis
- Oryzopsis latifolia
- Oryzopsis micrantha
- Oryzopsis miliacea - Veure espècies autòctones
- Oryzopsis molinioides
- Oryzopsis munroi
- Oryzopsis obtusa
- Oryzopsis pamiralaica
- Oryzopsis paradoxa - Veure espècies autòctones
- Oryzopsis platyantha
- Oryzopsis pungens
- Oryzopsis purpurascens
- Oryzopsis racemosa
- Oryzopsis rechingeri
- Oryzopsis roshevitsiana
- Oryzopsis sogdiana
- Oryzopsis songarica
- Oryzopsis sphacelata
- Oryzopsis swallenii C. L. Hitchc. - Nord-oest dels Estats Units[4]
- Oryzopsis tibetica
- Oryzopsis vavilovii
- Oryzopsis vicaria
- Oryzopsis virescens
- Oryzopsis wallowensis
- Oryzopsis webberi